# 庫亞維地區亞歷山德魯夫

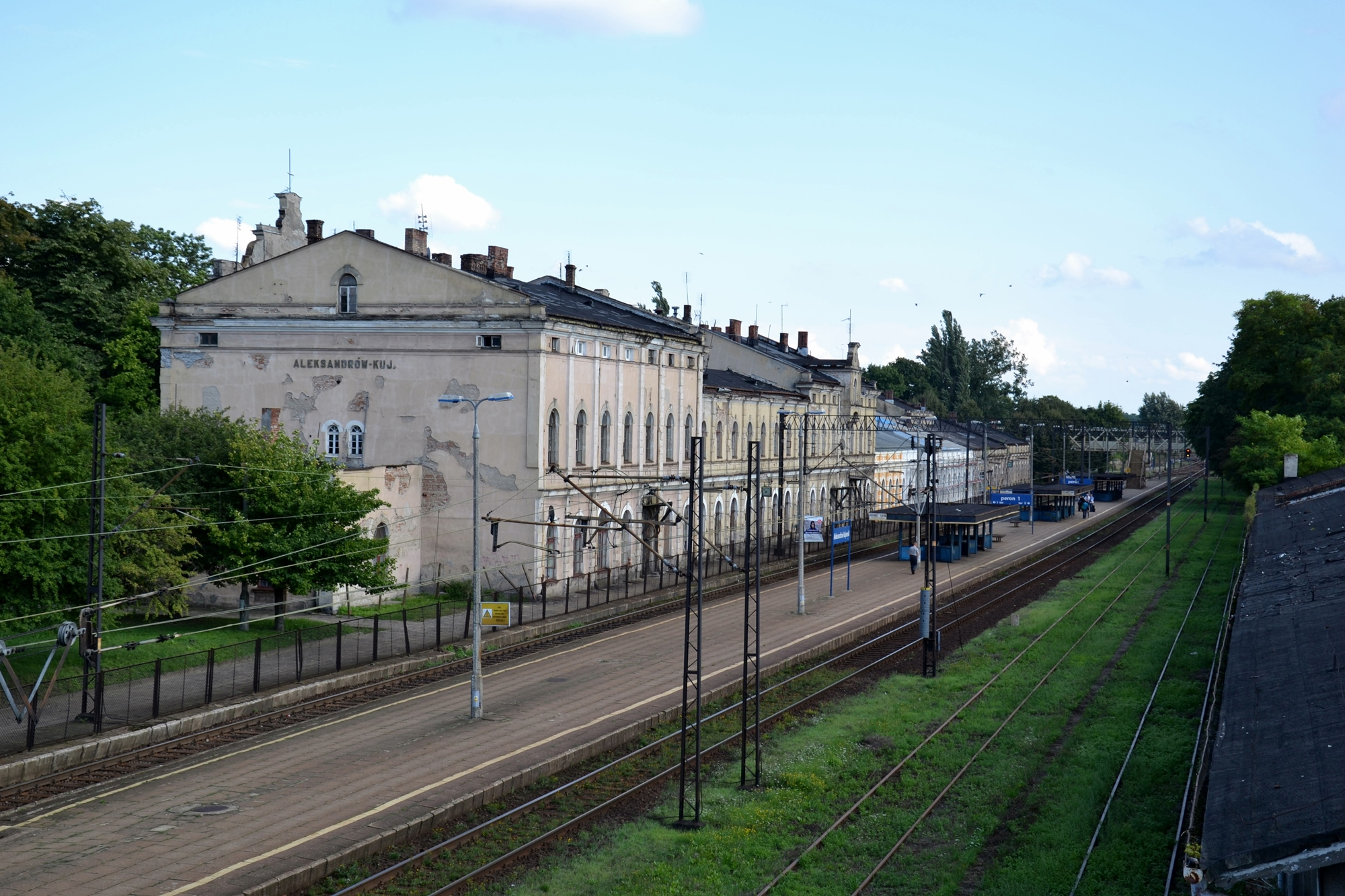
鎮上的鐵路車站

庫亞維地區亞歷山德魯夫（波蘭語：Aleksandrów Kujawski）是波蘭的城鎮，位於該國中部庫亞維-波美拉尼亞省，距離托倫18公里，面積7.23平方公里，2024年人口11,474。

## 行政
該城鎮為亞歷山德魯夫縣的首府。

## 友好城市
- 捷克 伊萬契采
- 拉脫維亞 瓦爾卡

## 外部連結
- http://www.aleksandrowkujawski.pl/ （页面存档备份，存于）
- http://pomorska.pl/aleksandrow （页面存档备份，存于）

52°52′N 18°42′E / 52.867°N 18.700°E